# Ракове (зупинний пункт)
Ракове — пасажирський зупинний пункт Жмеринської дирекції Південно-Західної залізниці на електрифікованій дільниці Жмеринка — Гречани між зупинним пунктом Копистин (5 км) та станцією Хмельницький (5 км). Розташований у східній частині міста Хмельницького, в однойменному мікрорайоні.

## Історія
Відкритий 1951 року, як станція Ракове.

## Пасажирське сполучення
На Платформі Ракове зупиняються приміські електропоїзди сполученням Жмеринка — Гречани.